# ديمقراطية إلكترونية
ديموقراطية إلكترونية مفهوم يقصد استعمال تكنولوجيات المعلومات والاتصال وأبرزها الانترنت في تحسين العمل الديموقراطي في بلد ما. المفهوم لا يزال على مستوى التنظيري وتطبيقه مرتبط بانتشار استعمال التكنولوجيات المعلومات والاتصال.

## ظهور المفهوم
استعملت مصطلحات عدة في وصف الممارسات الديموقراطية غير المباشرة وغير التقليدية. فظهر مصطلح سايبر ديموقراطية (بالإنجليزية: Cyberdemocracy)‏ وفي منتصف تسعينيات القرن العشرين ظهر مصطلح الديموقراطية الإلكترونية (بالإنجليزية: E-democracy)‏ واكب انتشار الإنترنت بين العامة. ويستعمل آخرون مصطلح الديموقراطية الافتراضية غير أن هذا المصطلح قد ... في 1981، استعمل السياسي الأمريكي تيد بيكر مصطلح تيلي ديموقراطية لتعبير عن استعمال أدوات جديدة للاتصال في العملية الديموقراطية.

## الديموقراطية الإلكترونية المباشرة
الديموقراطية الإلكترونية المباشرة هي شكل من الديموقراطية المباشرة التي تستعمل شبكة الإنترنت وتقنيات اتصال أخرى لتجاوز بطء وبيروقراطية الاستفتاءات. يعتقد الكثير مناضلي الديمقراطية الإلكترونية المباشرة أنها ستحسن أيضا مسار اتخاذ القرار. كما في كل الديمقراطيات المباشرة، يكون للمواطنين الحق في التصويت على كل مشروع قانون واقتراح قوانين واختيار الممثلين أو عزلهم.
لم تشهد العالم تطبيقا عمليا للديمقراطية الإلكترونية بصورة تامة رغم وجود عدة تجارب ومبادرات. كان روس بروت (Ross Perot) المترشح الحر خلال الانتخابات الرئاسية الأمريكية لـ 1992 و1996، من مشجعين الكبار للبلديات الإلكترونية. سويسرا والتي تعتبر من الديمقراطيات المباشرة تسعى لاستعمال. عدة محاولات هي في مخاض الولادة في أستراليا عبر مشروع Metagovernment. (بالإنجليزية: Senator On-Line)‏ (سيناتور على الخط) هو حزب سياسي أسترالي شارك في الانتخابات الفيديرالية الأسترالية لسنة 2007، اقترح الحزب نظام سايبر ديمقراطية يسمح للأستراليين بالمشاركة السيناتور في اتخاذ القرارات بخصوص مشاريع القوانين.
في الديمقراطية المباشرة، للمواطنين اختيار الممثل الذي سينتخب باسمهم مع الاحتفاظ بحقهم في الانتخاب إذا قرروا ذلك. يمكن أن يكون الانتخاب أو اختيار الممثلين بطريقة إلكترونية.

## دور الإنترنت
تعتبر الإنترنت حاضنة واعدة بالنسبة للديمقراطية الإلكترونية بالإضافة إلى وسائل الاتصال المتنقلة. وتتميز الإنترنت عن الوسائل الإعلام التقليدية بقدرتها على المخاطبة الفردية والجماعية للأشخاص. وتضمن قوة الحساب الهائلة للحواسيب الحديثة إضافة إلى خوارزميات التشفير سرية الاقتراع للمواطنين. كما تسمح الإنترنت للأشخاص المناقشة الأمور فيما بينهم بصورة أفقية ومفتوحة للجميع الشيء الذي لا تسمح به وسائل الإعلام التقليدية. وشكلت النترنت في العقد الأخير وسيلة هامة في مخاطبة السياسيين للجماهير ونشر أفكارهم والاستماع إليهم خاصة في الحملات الانتخابية.
التحسينات التي يسعى إليها المشجعون لهذه الديمقراطية، تمس ترقية وتسهيل مشاركة المواطنين في مسار اتخاذ القرارات والحياة السياسية. تشمل التحسينات تكييف عملية الاقتراع للسماح بالمشاركة عن بعد أو بالوكالة عن طريق وسائل اتصال إلكترونية. كما تهدف لشفافية أكبر للعملية الديمقراطية.

## المشاكل

### المشاكل السياسية
إن عدم وجود الرغبة والإرادة السياسية اللازمة من القيادات العليا في النظام السياسي تجاه اعتماد حكومة إلكترونية يعد من أبرز المشاكل السياسية التي تواجهها تطبيقات الحكومة الإلكترونية بالأخص في البلدان النامية.
كما تعتبر الثقافة السياسية السائدة في بلد ما مؤشرا حاسما وعنصرا حرجا. فلثقافة علاقة مباشرة بالاهتمام بتوجهات إقامة مشاريع الحكومة الإلكترونية حيث غالبا ما تنعكس توجهات القادة والمسؤولين الحكوميين على المبادرات الحكومية والمشاريع المستقبلية. والمثال العالمي الأبرز على دور القادة في قيادة وإنجاح المبادرات الحكومية هو رؤية الرئيس الأمريكي السابق بيل كلينتون حول إعادة اختراع الحكومة التي طورت بموجبها البوابة الإلكترونية الأمريكية لتصبح من أرقى البوابات الوطنية الإلكترونية الموحدة في العالم.

## المعارضة
يمكن استخدام تقنيات المعلومات والاتصالات لكل من الأغراض الديمقراطية وغير الديمقراطية (إذ يمكن للتقنيات الرقمية أن تسهل كلًا من السلطة القمعية أو المشاركة الديمقراطية). يعتبر التصور الذي قدمه الكاتب جورج أورويل في روايته 1984 من الأمثلة النموذجية للاستخدام غير الديمقراطي للتكنولوجيا.
يُذكر أن الاعتراضات على الديمقراطية المباشرة قد تنطبق أيضًا على الديمقراطية الإلكترونية، مثل إمكانية الحكم المباشر لإحداث استقطاب في الآراء، بالإضافة إلى الاتجاهات الشعبوية والديماغوجية.

## حجب الإنترنت
في الدول المعرضة لحجب كبير على شبكة الإنترنت، لا يمكن استغلال الديمقراطية الإلكترونية بشكلها الأقصى. كثيرًا ما تميل الحكومات إلى تطبيق إجراءات قمعية واسعة على الإنترنت خلال الاحتجاجات الشعبية الواسعة. على سبيل المثال في احتجاجات الشرق الأوسط عام 2011، حدثت حالات متعددة من حجب الإنترنت من قبل الحكومة في كل من ليبيا ومصر والبحرين وسوريا وإيران واليمن دعيت باسم ’قمع الشبكة العربي’، وهي جميعها دول طبق قادتها الحجب الكامل للإنترنت ردًا على المظاهرات الواسعة المطالبة بالديمقراطية في هذه الدول. هدفت إجراءات الحجب والعزل جميعها أساسًا إلى منع تسرب مقاطع الفيديو الحاوية على تصوير للقمع الحكومي المطبق على المحتجين.

## قانون وقف القرصنة على الإنترنت
اعتقد الكثير من مستخدمي الإنترنت أن الديمقراطية على الإنترنت في الولايات المتحدة تعرضت للهجوم من خلال قانون وقف القرصنة على الإنترنت الصادر عن مجلس النواب الأمريكي. ذكر كاتب في موقع هافينغتون بوست أن الطريقة المثلى لتشجيع الديمقراطية (ومن ضمنها الإبقاء على حرية التعبير) هي من خلال التغلب على قانون وقف القرصنة على الإنترنت. يجدر بالملاحظة أن تطبيق هذا القانون توقف إلى أجل غير مسمى بعد أن ظهرت عدة اعتراضات، ومن ضمنها بعض المواقع الشهيرة مثل ويكيبيديا الذي توقف عن العمل لمدة يوم كامل في الثامن عشر من يناير عام 2012. في الهند، حدث وضع مشابه في نهاية عام 2011، عندما اقترح وزير الاتصالات وعلوم تقانة المعلومات الهندي كابيل سيبال أن المحتوى العدائي قابل ’للكشف المبكر’ قبل السماح بنشره على الإنترنت دون أي قواعد لتقويمه. لكن التقارير الإخبارية الحديثة تذكر أن سيبال قال إنه لن يكون هناك وجود لأي قيود على استخدام الإنترنت.